# Saint-Paul-lès-Romans
Saint-Paul-lès-Romans è un comune francese di 1 773 abitanti situato nel dipartimento della Drôme della regione dell'Alvernia-Rodano-Alpi.

## Società

### Evoluzione demografica
Abitanti censiti